# Franz Joseph Gall

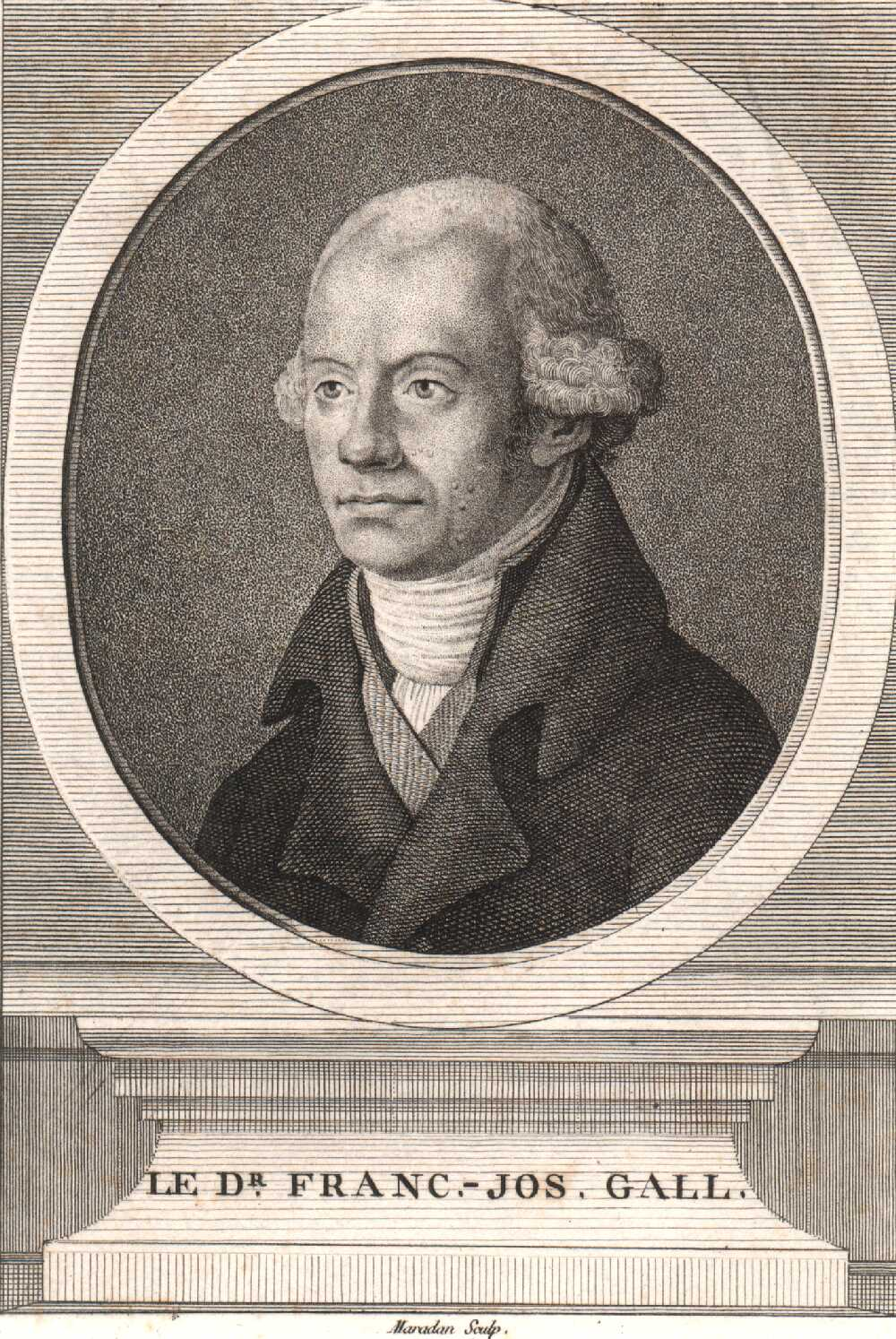
Franz Joseph Gall

Franz Joseph Gall (Tiefenbronn, 9 maart 1758 – Montrouge, 22 augustus 1828) was een Duits hersenonderzoeker en arts. Hij was een pionier in de studie van het lokaliseren van psychische functies in het brein en een grondlegger van de frenologie.

## Levensloop
Gall werd geboren in het dorp Tiefenbronn, in het groothertogdom Baden, als zoon van een rijke 
familie van wolhandelaren. De familie Gall was op dat moment al meer dan een eeuw vooraanstaand in het gebied. Als de op een na oudste zoon was hij voorbestemd priester te worden, maar hij gaf de voorkeur aan de studie medicijnen aan de Universiteit van Straatsburg. Later rondde hij zijn doctoraal af in Wenen. Gall stierf kinderloos bij Parijs in 1828.

## Werken
Hij onderzocht de anatomische functies van onderdelen van het zenuwstelsel. Hij deed hierbij onder meer onderzoek naar het piramidaal systeem.
Rond 1800 ontwikkelde Gall de Cranioscopie (van kranion: schedel, skopeo: bekijken), een methode om de persoonlijkheid en de psychische en morele ontwikkeling vast te stellen op basis van de vorm van de menselijke schedel. Cranioscopie werd later omgedoopt tot frenologie (phren: geest, logos: studie) door Galls collega Johann Spurzheim.
Galls idee over de lokalisatie van persoonlijkheidstrekken in de hersenen waren revolutionair en veroorzaakte veel protest van andere wetenschappers en religieuze leiders. De Katholieke Kerk beschouwde zijn theorie als contra-religieus. De geest was door God gemaakt en kon daarom niet fysiek te lokaliseren zijn in de hersenen. De gevestigde wetenschap wees op het gebrek aan wetenschappelijk bewijs voor zijn theorie. Ook aan het hof van Josef II, waar Gall zijn ideeën voor het eerst bekendmaakte, was zijn theorie niet welkom. Hij verliet daarop Wenen en zocht werk in Duitsland. Uiteindelijk kwam hij in Parijs terecht. De zelfgekroonde keizer Napoleon Bonaparte en het wetenschappelijk establishment, vertegenwoordigd door het Institut de France, verklaarden zijn theorie onwaar. Ondanks dit alles lukte het Gall goed in zijn bestaan te voorzien door de vraag naar zijn specifieke kennis. Gall kreeg bekendheid in Parijs en werd toegelaten tot de Parijse salons.
De frenologie vond het meeste gehoor in Engeland, waar de heersende klasse haar gebruikte om de inferioriteit van de gekoloniseerde bevolking (inclusief de Ieren) te rechtvaardigen. In de Verenigde Staten werd de frenologie erg populair tussen 1820 en 1850. Het misbruik van Galls ideeën werd welbewust gestimuleerd door sommige van zijn collega’s, waaronder Johann Spurzheim.
Ondanks de duidelijke tekortkomingen van de frenologie (en de manier waarop ze werd misbruikt) heeft Gall met zijn werk toch significant bijgedragen aan de neurowetenschap. Hij brak een lans voor de theorie dat emoties niet in het hart zitten maar in het brein en dat in bepaalde delen van het brein bepaalde emoties en acties worden gecontroleerd. Wat nu gemeengoed is was op dat moment nog revolutionair. (Dat moge blijken uit het feit dat in Carlo Collodi's Le avventure di Pinocchio (1883) de tot ezel geworden Pinocchio door een circusdirecteur wordt getemd "volgens het systeem van Galles[!]", dat hem op het spoor van "een klein kraakbeentje" in de schedel heeft gebracht.)